# Academia das Artes do Desenho
A  Academia das Artes do Desenho (em italiano:  Accademia delle Arti del Disegno), com sede em Florença, promove a salvaguarda e a proteção das obras de arte na Italia.

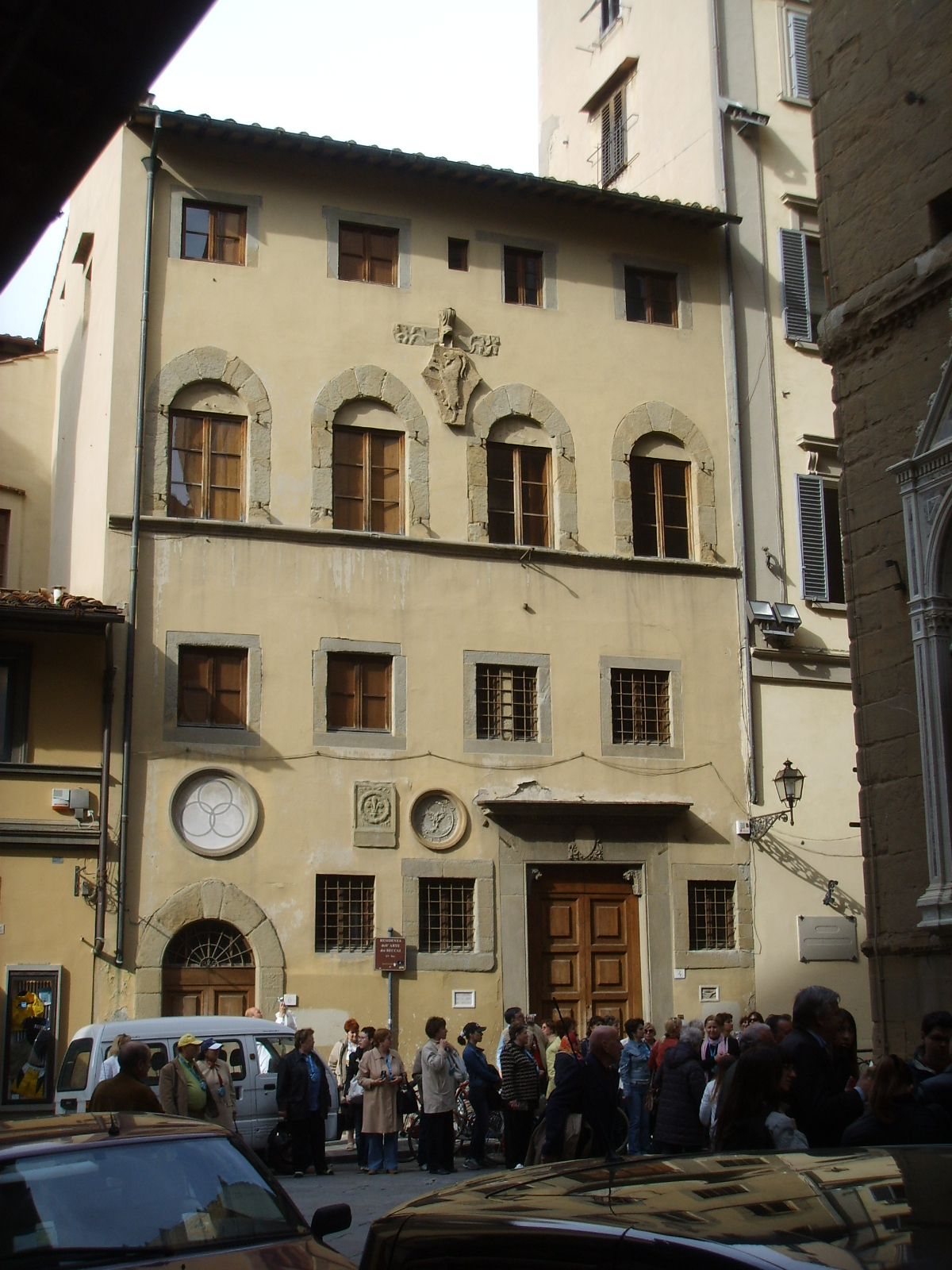
Sede da Academia das Artes do Desenho, Palazzo dell'Arte dei Beccai, Florença

## História
A Accademia delle Arti del Disegno de Florença promove a salvaguarda e a proteção das obras de arte na Itália. 
Fundada a 13 de Janeiro de 1563 por Cosmo I de Médici, sob conselho de Giorgio Vasari, foi denominada inicialmente Accademia e Compagnia dell'Arte del Disegno.
Estava dividida em dois ramos diferenciados: a Compagnia era um tipo de corporação à qual deveriam aderir todos os artistas profissionalmente ativos em Toscana; a Accademia integrava as mais eminentes personalidades culturais da corte de Cosimo e tinha como finalidade a tutela e supervisão sobre a inteira produção artística do principado Mediceo.
O papel e o prestígio desta instituição, certamente não restritos ao confim político econômico do principado toscano, cresceram entre os Quinhentos e os Seiscentos graças à extraordinária contribuição de Accademicos como Michelangelo Buonarroti, Francesco da Sangallo, Agnolo Bronzino, Benvenuto Cellini, Giorgio Vasari, Bartolomeo Ammannati, Giambologna, etc. Entre os cientistas nomeados para a instrução científica, se encontram nomes como Galileo Galilei. A primeira mulher a ser admitida pela academia foi a pintora Artemisia Gentileschi.
Em 1784 o grão-duque Pietro Leopoldo di Lorena subtraiu à Companhia todos os cargos de ‘ordem profissional’ artística, delegando tais tarefas à recém criada Accademia delle Belle Arti e conservando ao colégio dos acadêmicos da prestigiosa instituição medicea um papel de formação artística e de superintendência das artes no Grão-ducado da Toscana.
Tal dupla função cultural foi garantida à Accademia até 1873, quando foi novamente subdividida em duas entidades, diferenciadas por função e finalidade: o Collegio degli Accademici, ou seja a Accademia delle Arti del Disegno, con la finalidade peculiar di salvaguardar e proteger as obras de arte,  e o instituto de ensino,que foi sucessivamente encorpado à Accademia delle Belle Arti.
A Accademia sediada atualmente no Palazzo dell'Arte dei Beccai, è subdividida em seis Classes: Classe de Pintura, Classe de Escultura, Classe de Arquitetura, Classe de Historia da Arte, Classe de Disciplinas Umanisticas e Ciências. As classes são compostas por Accademicos Emeritos, Ordinarios e Correspondentes.
Entre os acadêmicos de fama internacional se destacam:
- na Classe de Pintura: Leonardo Cremonini, Hans Erni, Lucian Freud, Richard Hamilton, Anselm Kiefer, Piero Guccione
- na Classe de Escultura: Arnaldo Pomodoro, Giuliano Vangi, Dani Karavan
- para a Classe de Arquitetura: Massimo Carmassi, Marco Dezzi Bardeschi, Adolfo Natalini, Paolo Portoghesi, Aldo Loris Rossi, David Palterer, Franco Purini.
- na Classe de Historia da Arte: Wolfram Prinz, Erich Steingräber, Detlef Heikamp, Antonio Paolucci, Zygmunt Wazbinski, David Whitehouse
- na Classe de Disciplinas Humanísticas e Ciências: Francesco Adorno, Franco Cardini, Umberto Colombo, Tullio Gregory, Salvatore Accardo, Carlo Ginzburg